# Hat Yai (stad)
Hat Yai (ook wel Had Yai of Haad Yai (Thais: หาดใหญ่) is een stad in de provincie Songkhla in het gelijknamige district Amphoe Hat Yai. De stad is de grootste plaats in Zuid-Thailand.

## Algemeen
Hat Yai is de enige stad in Thailand die groter is dan de hoofdstad van de provincie zelf, Songkhla. Dit is zo gegroeid sinds het begin van de 20e eeuw omdat de spoorlijn naar het zuiden van Thailand hier een aantal aftakkingen kreeg. Hierdoor werd Hat Yai belangrijk als vervoersknooppunt naar andere delen van Zuid-Thailand en Maleisië. Voor de komst van de spoorlijn was Hat Yai een onbeduidend dorpje in de provincie onder de naam Khok Sa-Met Choon. Door deze ontwikkeling hebben ook veel Maleisiërs en Chinezen zich in Hat Yai gevestigd waardoor Hat Yai verder uitgroeide tot het handelscentrum van het zuiden.

### Naam van de stad
Er zijn twee theorieën over de betekenis/herkomst van de naam Hat Yai:
1. De meest waarschijnlijke theorie is dat de naam Hat Yai een afkorting is van Ma Hat Yai wat grote Ma Hat boom betekent.
2. Een onwaarschijnlijke theorie is dat het Groot Strand betekent. De kustlijn van de Golf van Thailand ligt echter 30 kilometer ver weg. En lag in de laatste 100 jaar (de naam is minder dan 100 jaar geleden aan de plaats gegeven) niet dichterbij. Mensen wijzen er echter op dat de kustlijn van het brakke Songkhlameer, dat uitmondt in de Golf van Thailand 100 jaar geleden een stuk dichterbij lag. Men wijst daarbij ook op het proces van dichtslibben van dit meer dat al eeuwen plaatsvindt en op de deltavorm die gevormd wordt door de wateren die in het meer vanaf de kant van Hat Yai uitmonden.

## Vervoer
Hat Yai is een belangrijk vervoersknooppunt in Zuid-Thailand. Een aantal spoorlijnen en belangrijke wegen komt hier samen en er is ook een internationale luchthaven.
De nationale route nummer vier, Thanon Phetkasem, komt ook door Hat Yai.

### Binnen Hat Yai
Binnen Hat Yai zelf wordt het vervoer verzorgd door songtaews die vaste routes voor een vaste prijs rijden. Ook zijn er Tuktuks en Taxi-motorcycles waarmee een prijs naar de bestemming moet worden afgesproken.
In 2003 werd er door de burgemeester van Hat Yai Prai Patthano (van de oppositiepartij: Democratische partij) een voorstel gedaan om een monorail aan te leggen in de stad of een systeem gebaseerd op de Skytrain in Bangkok. Het voorstel werd echter door de regerende Thai Rak Thai partij van de hand gewezen. Voor een kaartje van het voorstel zie de externe links.

### Bus
Hat Yai heeft een groot Busstation (letterlijk uitgesproken: Baw kaw saw) gelegen dicht bij de Diana department store waarvan de airconditioned bussen 24 uur per dag rijden naar Bangkoks Sai Tai (zuidelijke) busstation. Ook rijden er zowel airconditioned bussen als niet airconditioned bussen naar alle belangrijke plaatsen in het zuiden van Thailand.
Ook vertrekken er vanuit Hat Yai minivans naar verschillende locaties in Zuid-Thailand. Ze vertrekken vanaf plaatsen verspreid door de stad en worden meestal gerund door de chauffeurs van de Minivans zelf. De van vertrekt daarom pas als ie vol is. Vaak laat men op een driepersoonsbank dan vier mensen plaatsnemen. Ze zijn meestal goedkoper en rijden sneller dan de bussen. Maar zijn hierdoor ook oncomfortabeler en gevaarlijker.

### Trein
Hat Yai is het belangrijkste spoorknooppunt in Zuid-Thailand. En is hierdoor onder andere via trein direct vanuit de hoofdstad Bangkok bereikbaar. Het station Hat Yai (het grootste in de stad) heeft de status van internationaal station. Het station handelt per dag 28 passagierstreinen af. 26 van de Thaise Staatsspoorwegen en 2 treinen van de Maleisische spoorwegen. Het is hiermee de hub voor al het treinverkeer in Zuid-Thailand.
De Zuidelijke lijn van de Thaise Staatsspoorwegen die begint in Bangkok splitst hier in 2 aftakkingen.
1. De Hat Yai-Padang Besarlijn waarover de internationale treinen vanuit Bangkok verdergaan naar Butterworth in Maleisië en verder door naar Kuala Lumpur en Singapore.
2. De Hat Yai-Sungai Goloklijn waarover de treinen naar de 3 zuidelijkste provincies Pattani Yala en Narathiwat gaan. Deze lijn eindigt bij de grensplaats Sungai Golok, tot 1978 was er ook een internationale dienst op Maleisië via deze lijn.

Er ligt ook nog de Hat Yai-Songkhlalijn die sinds 1 juli 1978 niet meer in gebruik is. Deze lijn verbond Hat Yai met de provinciehoofdstad Songkhla. Er zijn echter plannen om deze lijn weer opnieuw te openen.

### Vliegtuig
Bij Hat Yai ligt de Internationale Luchthaven Hat Yai.

## Geschiedenis
Hat Yai heette oorspronkelijk Khok Sa-Met Choon, en was tot de komst van de spoorweg in 1922 een kleine plaats.
In 1928 werd Hat Yai een Chumchon, en in 1935 werd het gepromoveerd tot een tambon (gemeente). In 1949 kreeg het de status van Thesaban Mueang (stadsstatus), in 1995 kreeg het Thesaban Nakhon status (grote-stadsstatus)

### Bomaanslagen
Op 3 april 2005 vonden er 2 bomaanslagen plaats. Één bij de internationale luchthaven en één bij een vestiging van de hypermarktketen Carrefour. Hierbij vielen 2 doden en veel gewonden.
Op 16 september 2006 vonden er wederom 6 bomaanslagen plaats om 21.00 uur in de avond. De bomaanslagen vonden plaats bij de winkelcentra Odeon en het Diana Shopping Centre , een nabijgelegen massagehuis, een hotel en de Big C hypermarkt. Er vielen 4 doden en 72 gewonden.
Op 27 mei 2007 vonden er meerdere bomaanslagen plaats om 21.00 uur in de avond. Hierbij vielen minimaal 9 slachtoffers